# الجاولي
قرية الجاولي هي إحدى القرى التابعة لمركز منفلوط في محافظة أسيوط في جمهورية مصر العربية. حسب إحصاءات سنة 2006، بلغ إجمالي السكان في الجاولي 3374 نسمة، منهم 1818 رجل و1556 امرأة.